# John Blair
John H. Blair (n. 1887 - ?) fue un marinero escocés. Trabajó a bordo de buques de la Loch Line, que unía Gran Bretaña y Australia. Se incorporó a una compañía naviera de Melbourne, trabajando en la ruta Australia-India. En 1913–14, Blair fue el primer oficial a bordo del SY Aurora, al mando de John King Davis, durante el viaje a la Antártida de la Expedición Antártica Australiana (EAA). Posteriormente fue el Gerente General del Pangbourne Nautical College.
Las islas Blair, en la bahía de la Commonwealth en Antártida, fueron nombradas en su honor por el comandante del EAA Douglas Mawson.